# Maculolachnus rubi
Maculolachnus rubi är en insektsart. Maculolachnus rubi ingår i släktet Maculolachnus och familjen långrörsbladlöss. Inga underarter finns listade i Catalogue of Life.